# 小科尼·齐利亚克斯
小科尼·齐利亚克斯（英語： 1894年9月13日—1967年7月6日）英国工党左翼政治家，工党独立小组成员，生于日本神户，芬兰和美国血统，父亲为芬兰政治家老科尼·齐利亚克斯，小科尼·齐利亚克斯能说9种语言，主要关注国际问题，曾任两次大战间国际联盟官员，战后任英国下议院工党成员。冷战时期，齐利亚克斯与东欧人物接触广泛，因亲苏与工党领导人发生冲突，1949年被开除出党。1950年，失去议会席位，1952年被工党重新接纳，1955年回到下议院。尽管他不是共产党员，有时他会反对莫斯科的立场和路线，例如在斯大林与铁托发生冲突期间，他经常被视为共产党的同路人。